# تربنیتس
تربنیتس (به آلمانی: Trebnitz) یک منطقهٔ مسکونی در آلمان است که در تویشرن واقع شده‌است. تربنیتس ۸۴۵ نفر جمعیت دارد.